# Перемешанный слой

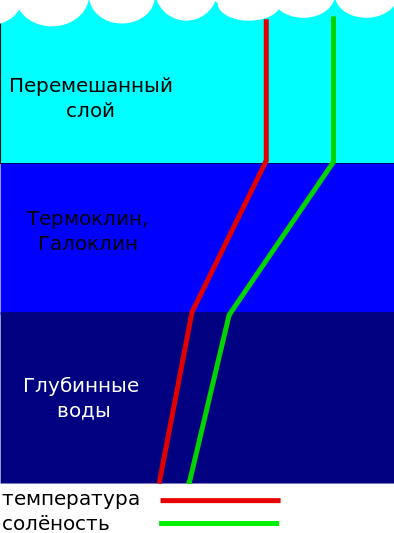
Упрощённая структура вод океана

Перемешанный слой (Квазиоднородный слой) в океанологии и лимнологии — это слой, в котором активная турбулентность гомогенизировала параметры среды (чаще всего рассматриваются температура и солёность) на определённом интервале глубин. Поверхностный перемешанный слой — это слой, где данная турбулентность вызывается ветрами, охлаждением или такими процессами, как испарение или формирование льда, которое приводит к увеличению солёности и, следовательно,  к увеличению конвекции, которая и перемешивает нижележащие слои. Атмосферный перемешанный слой — это зона, обладающая практически постоянной потенциальной температурой и относительной влажностью по вертикали. Высота атмосферного перемешанного слоя известна как высота перемешивания.